# Białystok (meteorito)
Białystok es un meteorito eucrita (previamente clasificado como howardita) que cayó el 5 de octubre de 1827, entre las aldeas de Fasty y Knyszyn, cerca de Białystok, Polonia. La caída ocurrió alrededor de las 9:30 a. m. Varios fragmentos fueron recuperados.